# Ryotaro Hironaga
Ryotaro Hironaga (født 9. januar 1990) er en japansk fodboldspiller, som spiller for den japanske fodboldklub Sanfrecce Hiroshima.